# Calyptomyrmex duhun
Calyptomyrmex duhun é uma espécie de formiga do gênero Calyptomyrmex, pertencente à subfamília Myrmicinae.